# Filippo Masolini
Filippo Masolini (San Giovanni in Persiceto, 12 aprile 1970) è un allenatore di calcio ed ex calciatore italiano, di ruolo centrocampista, allenatore del Rimini U-16.

## Carriera

### Giocatore
Cresciuto nel vivaio della Persicetana, passa nel 1985 ad incrementare quello del Modena dove esordisce in Serie B nel 1986-1987. Nella stagione 1988-1989 viene acquistato dal Cesena dove in una stagione e mezza in Serie A raccoglie 7 presenze. Nell'ottobre del 1989 passa in prestito al Brescia in Serie B per una stagione e mezza, al termine delle quali torna in bianconero, coi romagnoli retrocessi tra i cadetti, fino al 1993.
Viene quindi acquistato dalla Fidelis Andria dove disputa tre campionati di Serie B e la stagione successiva dal Genoa dove ottiene la sua migliore prestazione in termini di marcature (nove gol).
Nel 1997 passa al Monza mentre nel 1999 scende di categoria accasandosi al Como. Dopo sola mezza stagione passa ad una nuova società lombarda, la Cremonese con la quale scende in Serie C2.
A gennaio 2001 passa alla Triestina di Ezio Rossi dov'è protagonista di due promozioni consecutive che portano la società dalla Serie C2 alla Serie B: quando a fine stagione Rossi passa al Torino, decide di seguirlo alla società granata, che però lo cede dopo mezza stagione al Pisa. L'ultimo trasferimento è datato gennaio 2005 quando passa al Lumezzane, dove al termine della stagione 2005-2006 abbandona il calcio giocato.

### Allenatore
Dopo il ritiro, entra subito nello staff di Ezio Rossi in qualità di vice, seguendolo perciò nelle esperienze al Treviso al Padova e al Grosseto.
Nell'estate 2009 allena la formazione Giovanissimi Nazionali del Cesena. Successivamente nel luglio 2011 allena i Giovanissimi Nazionali del San Marino.
Il 21 giugno 2012 assume la carica di allenatore del Santarcangelo. L'11 febbraio 2013 viene sollevato dall'incarico.

### Statistiche da allenatore
Statistiche aggiornate al 21 gennaio 2024.
| Stagione        | Squadra         | Campionato      | Campionato | Campionato | Campionato | Campionato | Coppe nazionali | Coppe nazionali | Coppe nazionali | Coppe nazionali | Coppe nazionali | Coppe continentali | Coppe continentali | Coppe continentali | Coppe continentali | Coppe continentali | Altre coppe | Altre coppe | Altre coppe | Altre coppe | Altre coppe | Totale | Totale | Totale | Totale | % Vittorie | Piazzamento |
| Stagione        | Squadra         | Comp            | G          | V          | N          | P          | Comp            | G               | V               | N               | P               | Comp               | G                  | V                  | N                  | P                  | Comp        | G           | V           | N           | P           | G      | V      | N      | P      | %          | Piazzamento |
| --------------- | --------------- | --------------- | ---------- | ---------- | ---------- | ---------- | --------------- | --------------- | --------------- | --------------- | --------------- | ------------------ | ------------------ | ------------------ | ------------------ | ------------------ | ----------- | ----------- | ----------- | ----------- | ----------- | ------ | ------ | ------ | ------ | ---------- | ----------- |
| 2012-feb. 2013  | Santarcangelo   | 2D              | 22         | 4          | 9          | 9          | CI-LP           | 3               | 1               | 1               | 1               | -                  | -                  | -                  | -                  | -                  | -           | -           | -           | -           | -           | 25     | 5      | 10     | 10     | 20,00      | Eson.       |
| Totale carriera | Totale carriera | Totale carriera | 22         | 4          | 9          | 9          |                 | 3               | 1               | 1               | 1               |                    | -                  | -                  | -                  | -                  |             | -           | -           | -           | -           | 25     | 5      | 10     | 10     | 20,00      |             |

## Palmarès

### Allenatore

#### Competizioni giovanili
- Campionato Nazionale Under-17: 1

Cesena: 2021-2022